# Petri Kokko
Petri Kokko (Helsinque, 21 de fevereiro de 1966) é um ex-patinador artístico finlandês, que competiu na dança no gelo. Com Susanna Rahkamo ele conquistou uma medalha de prata e uma de bronze em campeonatos mundiais, uma medalha de ouro e uma de bronze em campeonatos europeus e foi seis vezes campeão do campeonato nacional finlandês. Com Virpi Kunnas foi duas vezes campeão do campeonato nacional finlandês. Rahkamo e Kokko disputaram os Jogos Olímpicos de Inverno de 1992 e 1994, terminando na sexta e quarta posições, respectivamente.

## Principais resultados

### Com Susanna Rahkamo
| Resultados                                            | Resultados    | Resultados      | Resultados      | Resultados      | Resultados        | Resultados      | Resultados       | Resultados        | Resultados        | Resultados       | Resultados    | Resultados    | Resultados    | Resultados    | Resultados    |  |
| Internacional                                         | Internacional | Internacional   | Internacional   | Internacional   | Internacional     | Internacional   | Internacional    | Internacional     | Internacional     | Internacional    | Internacional | Internacional | Internacional | Internacional | Internacional |  |
| Evento/Temporada                                      | 1985– 1986    | 1986– 1987      | 1987– 1988      | 1988– 1989      | 1989– 1990        | 1990– 1991      | 1991– 1992       | 1992– 1993        | 1993– 1994        | 1994– 1995       |               |               |               |               |               |  |
| ----------------------------------------------------- | ------------- | --------------- | --------------- | --------------- | ----------------- | --------------- | ---------------- | ----------------- | ----------------- | ---------------- | ------------- | ------------- | ------------- | ------------- | ------------- |  |
| Jogos Olímpicos                                       |               |                 |                 |                 |                   |                 | 6.º              |                   | 4.º               |                  |               |               |               |               |               |  |
| Campeonato Mundial                                    |               | 20.º            | 20.º            | 13.º            | 6.º               | 7.º             | 5.º              | 4.º               | Medalha de bronze | Medalha de prata |               |               |               |               |               |  |
| Campeonato Europeu                                    | 18.º          | 18.º            | 15.º            | 12.º            | 7.º               | 8.º             | 6.º              | Medalha de bronze | 4.º               | Medalha de ouro  |               |               |               |               |               |  |
| Golden Spin of Zagreb                                 |               | 6.º             |                 |                 |                   |                 |                  |                   |                   |                  |               |               |               |               |               |  |
| Grand Prix International de Paris                     |               |                 |                 |                 | Medalha de bronze |                 |                  |                   |                   |                  |               |               |               |               |               |  |
| Piruetten                                             |               |                 |                 |                 |                   |                 |                  | Medalha de ouro   | Medalha de ouro   |                  |               |               |               |               |               |  |
| Prize of Moscow News                                  |               | 14.º            |                 |                 |                   |                 |                  |                   |                   |                  |               |               |               |               |               |  |
| Skate America                                         |               |                 |                 |                 |                   |                 | Medalha de prata |                   |                   |                  |               |               |               |               |               |  |
| Skate Canada International                            |               |                 |                 |                 |                   |                 |                  | Medalha de ouro   |                   |                  |               |               |               |               |               |  |
| Nacional                                              |               |                 |                 |                 |                   |                 |                  |                   |                   |                  |               |               |               |               |               |  |
| Campeonato Finlandês                                  |               | Medalha de ouro | Medalha de ouro | Medalha de ouro | Medalha de ouro   | Medalha de ouro |                  |                   |                   | Medalha de ouro  |               |               |               |               |               |  |
|                                                       |               |                 |                 |                 |                   |                 |                  |                   |                   |                  |               |               |               |               |               |  |
| Legenda: Competição não foi disputada nesta temporada |               |                 |                 |                 |                   |                 |                  |                   |                   |                  |               |               |               |               |               |  |

### Com Virpi Kunnas
| Resultados           | Resultados      | Resultados      | Resultados | Resultados | Resultados | Resultados | Resultados | Resultados | Resultados | Resultados | Resultados | Resultados | Resultados | Resultados | Resultados |  |
| Nacional             | Nacional        | Nacional        | Nacional   | Nacional   | Nacional   | Nacional   | Nacional   | Nacional   | Nacional   | Nacional   | Nacional   | Nacional   | Nacional   | Nacional   | Nacional   |  |
| Evento/Temporada     | 1983– 1984      | 1984– 1985      |            |            |            |            |            |            |            |            |            |            |            |            |            |  |
| -------------------- | --------------- | --------------- | ---------- | ---------- | ---------- | ---------- | ---------- | ---------- | ---------- | ---------- | ---------- | ---------- | ---------- | ---------- | ---------- |  |
| Campeonato Finlandês | Medalha de ouro | Medalha de ouro |            |            |            |            |            |            |            |            |            |            |            |            |            |  |
|                      |                 |                 |            |            |            |            |            |            |            |            |            |            |            |            |            |  |